# Слабунова Емілія Едгардівна
Емілія Едгардовна Слабунова (рос. Эмилия Эдгардовна Слабунова; нар. 7 жовтня 1958 року, м.Уфа, Башкирська АРСР, РРФСР, СРСР) — російська політична діячка, опозиціонерка. Депутатка Законодавчих зборів Республіки Карелія з 21 грудня 2011 року.
Голова політичної партії Яблуко (з 20 грудня 2015 по 14 грудня 2019 року).

## Біографія
У 1980 року закінчила історичний факультет Куйбишевського державного університету.
З 1982 по 1992 року викладала історію і суспільствознавство в Петрозаводськом будівельному технікумі. Потім перейшла на роботу МОУ «Ліцей № 1» в Петрозаводське, де була вчителем, заступником директора з науково-методичної роботи.
З 1999 по 2013 року — директор Ліцею № 1». Тоді ж була координатором полисистемного освітнього округу і викладачем системи підвищення кваліфікації.
У 2004 року захистила дисертацію на тему «Педагогічні умови науково-методичного забезпечення розвитку багатопрофільного ліцею» Карельському державному педагогічному інституті, кандидат наук. Почесний працівник загальної освіти Російської Федерації, Заслужений учитель Російської Федерації.

### Політична кар'єра
У 2001 року обрана депутатом Петрозаводського міської ради. У травні того ж року була висунута на посаду Голови, але не набрала потрібної кількості голосів.
Вступила в партію Яблуко у 2003 року. У 2006 року складі партійного списку балотувалася в Законодавчі Збори Республіки Карелія IV скликання, проте список був знятий республіканською владою.
У грудні 2011 року обрана депутатом Законодавчих зборів Республіки Карелія V скликання по єдиному виборчому округу. Заступник голови Комітету з освіти, культури, спорту та у справах молоді, член фракції «Яблуко».
У вересні 2013 року була основним опозиційним кандидатом на виборах Мера Петрозаводська. За два тижні до голосування її кандидатура була знята за рішенням Петрозаводського міського суду за порушення, допущене при оформленні одного з документів. Верховний суд Карелії, розглянувши апеляційну скаргу Слабуновой, залишив це рішення в силі.
Тоді перемогу над чинним мером і членом партії «Єдина Росія» Миколою Левіним здобула, підтримувана регіональним відділенням партії «Яблуко», самовисуванець Галина Ширшина. Після виборів Слабунова звільнилася з посади директора Ліцею і в жовтні 2013 року перейшла на постійну роботу в Законодавчі збори, щоб у як керівник експертної ради при голові адміністрації Петрозаводського міського округу допомагати Ширшиной.
Згодом активно брала участь у затяжному конфлікті з главою Республіки Карелія Олександром Худилайненом, домагаючись його відставки через загострення політичної ситуації в регіоні і переслідування «яблучників». У травні 2015 року Слабунова була провідною тисячного мітингу в центрі Петрозаводська за відставку губернатора, 23 червня вона передала в адміністрацію президента Росії 10 тисяч підписів за відставку глави республіки.

## Обрання головою партії «Яблуко»
На XVIII з'їзді партії «Яблуко» 19 грудня 2015 року пройшли вибори Голови. За новим регламентом, прийнятим на з'їзді, ні чинний лідер партії Сергій Мітрохін, ні її засновник Григорій Явлінський не могли знову обратися, так як вже головували по два строку.
|  | Дійсно, в п'ятницю 4 грудня Григорій Явлінський запропонував мою кандидатуру на цю високу посаду і переконливо попросив не відмовлятися. Зізнаюся, для мене це було дещо несподівано. Але я людина команди, і якщо партія довірить мені цю роботу, я не зможу від неї відмовитися. |

Перед голосуванням Григорій Явлінський закликав делегатів підтримати Слабунову. У першому турі виборів нового Голови також брали участь Олександр Гнєзділов з Москви, Микола Рибаков з Санкт-Петербурга і Лев Шлосберг з Пскова. За Слабунову проголосували 74 людини, для перемоги в першому турі їй не вистачило трьох голосів (Шлосберг набрав 38 голосів, Рибалок — 19, Гнєздилов — 12). Перед другим туром на її підтримку виступили Гнєзділов і Рибалок. У другому турі вона отримала 91 голос з 154, Шлосберг набрав 56 голосів, ще сім бюлетенів були визнані недійсними.

## Голова партії «Яблуко»
При Слабуновой в 2016 році закінчилася невдачею спроба створення передвиборчої коаліції між політичними партіями «Яблуко» і ПАРНАС. Слабунова відмовилася від запропонованих умов об'єднання: єдиний список цих двох партій на майбутніх виборах в Державну думу 2016 у вигляді включення членів партії «Яблуко» в список ПАРНАС і підтримка ПАРНАС Явлінського на виборах президента Росії в 2018 році. Таку пропозицію вона назвала провокацією і пропозицією «Яблуку» самоліквідуватися. У підсумку «Яблуко» висунув у Державну думу окремий список. В липні 2016 року була опублікована стаття Е. Слабуновой проти проведення в Росії праймеріз, не містила, однак, згадок праймеріз «Єдиної Росії» 2016 року. Внутрішньопартійні вибори партії ПАРНАС Слабунова піддала жорсткій критиці, заявивши: «праймеріз Демкоаліції і восени минулого року, і в цей раз взяли (або планували взяти участь) менше 0,01 % виборців. Про великий легітимності пройшли попередніх виборів такі цифри явно не кажуть».
У липні 2017 року Слабунова у зв'язку з неможливістю висунення від «Яблука» в губернатори Свердловської області кандидатури Євгенія Ройзмана розкритикувала «муніципальний фільтр». У відповідь голова Центральної виборчої комісії Російської Федерації Елла Памфілова розкритикувала Слабунову, заявивши, що вона «взяла за практику примазуватися до чужих ініціатив і паразитувати на них».

## Сім'я
Чоловік Олександр Іванович Слабунов (нар. 1957) — доктор геолого-мінералогічних наук, професор Петрозаводського державного університету, завідувач лабораторією петрології і тектоніки Інституту геології Карельського наукового центру РАН.